# Diacamma australe
Diacamma australe é uma espécie de formiga do gênero Diacamma, pertencente à subfamília Ponerinae.